# Gainesville (Nova York)
Gainesville és una població dels Estats Units a l'estat de Nova York. Segons el cens del 2000 tenia 2.333 habitants.

## Demografia
Segons el cens del 2000, Gainesville tenia 304 habitants, 113 habitatges, i 87 famílies. La densitat de població era de 138,1 habitants/km².
Dels 113 habitatges en un 44,2% hi vivien nens de menys de 18 anys, en un 53,1% hi vivien parelles casades, en un 0% dones solteres, i en un 23% no eren unitats familiars. En el 16,8% dels habitatges hi vivien persones soles el 4,4% de les quals corresponia a persones de 65 anys o més que vivien soles. El nombre mitjà de persones vivint en cada habitatge era de 2,69 i el nombre mitjà de persones que vivien en cada família era de 2,98.
Per edats la població es repartia de la següent manera: un 30,6% tenia menys de 18 anys, un 6,9% entre 18 i 24, un 30,6% entre 25 i 44, un 21,4% de 45 a 60 i un 10,5% 65 anys o més.
L'edat mediana era de 36 anys. Per cada 100 dones de 18 o més anys hi havia 91,8 homes.
La renda mediana per habitatge era de 31.875 $ i la renda mediana per família de 30.500 $. Els homes tenien una renda mediana de 33.571 $ mentre que les dones 18.000 $. La renda per capita de la població era de 14.385 $. Entorn del 6,1% de les famílies i el 7,4% de la població estaven per davall del llindar de pobresa.